# Жигосани у рекету (2. сезона)
Друга сезона серије Жигосани у рекету премијерно се емитује од 14. новембра 2019. године на мрежи Нова С.

## Радња
Прате се дешавања око КК Радник са Лиона чија судбина постаје нераскидиво повезана за судбину некадашњег државног гиганта Слобода који се налази у епицентру велике игре коју воде политичари, тајкуни, медијски могули, криминалци, сумњиви инвеститори и људи из сенке.
Да би спасили Радник, јунаци серије ће морати да спасу Слободу од чије судбине зависе животи хиљаде породица запослених. Улози су подигнути и сви ликови ове модерне бајке од Дарине кафане, преко новинских редакција, пропалих спортиста и успешних бизнисмена биће увучен у сукоб малог човека против отуђених центара моћи.
Сваки од њих представља важан део велике слагалице која крије одговор на питање свих питања: Да ли ће Давид успети да победи Голијата.

## Улоге

### Главне улоге
- Небојша Дугалић као Воја
- Енис Бешлагић као Дамир
- Филип Шоваговић као Крешо
- Светозар Цветковић као Милован
- Дубравка Мијатовић као Јелица
- Александар Радојичић као Марко
- Миона Марковић као Ана Марија
- Ива Илинчић као Теодора
- Милутин Милошевић као Душан
- Јелена Ђокић као Сенка
- Бранислав Лечић као Душан
- Петар Зекавица као Виктор
- Миодраг Драгичевић као Лука
- Вучић Перовић као Борис
- Јован Јовановић као Горан
- Милорад Капор као Аца
- Марко Тодоровић као Реља
- Весна Тривалић као Дара
- Слободан Нинковић као Живко
- Милош Самолов као бата Цоле
- Драшко Зидар као Ловро
- Борис Комненић као Радован
- Ненад Хераковић као Стева
- Милан Чучиловић као Банана
- Славиша Чуровић као Пеко
- Петар Бенчина као градоначелник Милан
- Христина Поповић као инжењерка Бојана
- Радослав Миленковић као Милутин
- Ђорђе Стојковић као Жарко
- Милица Гојковић као Лола
- Мина Николић као Гага
- Мина Совтић као Ивана
- Борис Миливојевић као Теша
- Нела Коцис као Љубица

### Споредне улоге
- Оливера Бацић као Татјана
- Матеја Поповић као Игор
- Амар Ћоровић као Андреј
- Марко Живић као адвокат Ласло
- Данијел Сич као Татић
- Бојан Жировић као Никола
- Ивана Поповић као Мина
- Петар Ћирица као Савић
- Белма Салкунић као Драгица
- Бранко Видаковић као терапеут
- Елена Баћанин као Миона, Бојанина ћерка
- Александар Стојковић као Мирза
- Мирјана Требињац као Јеличин адвокат
- Јован Лоле Савић као ДБ - овац
- Марјан Тодоровић као бурегџија
- Никола Глишић као тенисер Давид
- Марко Николић као инспектор
- Миливоје Станимировић као Жица
- Јован Крстић као власник клуба
- Катица Жели као бака у болници
- Предраг Даниловић
- Андреја Маричић као шеф
- Мирза Тановић као др Омерагић
- Миљана Кравић као мајка у болници
- Предраг Смиљковић као Спасоје
- Горан Шацка као Милованов адвокат
- Миодраг Ракочевић као Рус у сикту
- Предраг Павловић као сељак
- Драган Кравић као син у болници
- Милица Томашевић као Љиља
- Славко Лабовић као естрадни менаџер
- Јована Балашевић као Емилија
- Првослав Заковски као деда Мома
- Срђан Карановић као Драган
- Марко Гверо као Хаски
- Александар Протић као Јован Милошевић
- Горан Бјелогрлић као Коле
- Софија Рајовић као Нина Битурбо
- Марко Јањић као Стефан Радаковић
- Милица Зарић као Весна
- Даница Тодоровић као Цолетова жена
- Јадранка Селец као бака
- Злата Нуманагић као Акијева бака
- Маја Спасић као хакер Принцип
- Никола Станковић као хакер Грабеж
- Слободан Алексић као лекар
- Тара Тошевски као Нада пекарка
- Јован Здравковић као дилер
- Марко Николић као дизајнер
- Ренато Грбић као Ренато
- Урош Здјелар као Росић
- Маја Јаковљевић као новинарка Н1
- Маја Стојановић као рецепционерка сикста
- Петар Новићевић као Ацин син
- Наталија Радош као Ацина ћерка
- Маша Брезо као Дамирово дете 1
- Сава Стојановић као Дамирово дете 2
- Александа Шкобаљ као Татићева супруга
- Ђорђе Драгићевић као спонзор 1
- Игор Филиповић као полицајац
- Јанко Радишић као сточар
- Дејан Цицмиловић као купац прасића
- Лука Ивановић као Гаврило дете
- Милош Петровић као Аки
- Иван Јевтовић као Арапин
- Мирко Влаховић као ДБ-овац 2
- Дуња Стојановић као девојка 1
- Милена Божић као девојка 2
- Михајло Ђорђевић као човек у оделу
- Тамара Радовановић као певачица
- Милан Јовановић као Миланче
- Миодраг Крстовић као генерал Кундак
- Дејан Петошевић као ветеринар
- Миа Јовановић као Тамара
- Милица Трифуновић као Рељина бивша
- Бошко Пулетић као Ристо Минић
- Немања Рафаиловић као Симче
- Јово Максић као вештак
- Мина Ненадовић као Биљана
- Нађа Текиндер као Дуња
- Ђорђе Мишина као играч КК Радник
- Дејан Стојиљковић као коментатор
- Милован Јоцовић као Милованов службеник
- Татјана Кецман као судија Караклајић
- Милош Томановић као бармен
- Мирјана Савић као конобарица
- Марко Савић ка представник страног клуба
- Миодраг Фишековић као алкос
- Стефан Поповић као Коска 1
- Милош Цветковић као Коска 2
- Ненад Павловић као Лаза
- Дајана Гајдаш као Слађана
- Александар Михаиловић као газда Спира
- Предраг Павловић као Радник 1
- Ненад Јовановић као Радник 2
- Влада Кузмановић као Влада Кузмановић
- Наталија Јовић као волонтерка
- Дарко Ивић као Баки
- Иван Нинчић као мушкарац у кафани
- Теодора Томашев као новинарка
- Мила Бркић Велагић као организаторка
- Данило Машојевић као водитељ
- Бане Шовљански као водитељ

## Епизоде
| Бр. еп. (укупно) | Бр. еп. (у сезони) | Наслов                                                        | Редитељ                                             | Сценариста | Премијера          |
| --- | ------------------ | ------------------------------------------------------------- | --------------------------------------------------- | --- | ------------------ |
| 45 | 1                  | Дамиров нож у леђа Воји                                       | Данило Бећковић и Небојша Радосављевић              | Марко Савић,Саша Подгорелец,Даница Пајовић, Филип Вујошевић, Маја Тодоровић, Сташа Бајац, Маријана Чулић, Душан Булић, Антонио Габелић, Дејан Стојиљковић, Иван Јовић, Ђорђе Војводић, Небојша Радосављевић, Данило Бећковић | 14. новембар 2019. |
| Воја је спреман да КК Радник уведе у нову фазу, уз договор са својим дугогодишњим пријатељем и саиграчем Дамиром Драгашем. План је да се клубу обезбеде нови и бољи услови, међутим, нису сви у управном одбору одушевљени Дамировим и Војиним намерама. На Војин наговор, управни одбор даје одрешене руке Дамиру. Воја је чврсто уверен да је све то добро за клуб. Међутим, постоје разне интересне групе које ће урадити све да се дочепају земљишта на коме је КК Радник. Таман кад је помислио да је урадио најбољу ствар у свом животу, Воја ће схватити да је можда уништио не само своју каријеру, него каријере и животе свих људи везаних за КК Радник. |                    |                                                               |                                                     | |                    |
| 46 | 2                  | Велики рат око Флеша                                          | Данило Бећковић и Небојша Радосављевић              | Марко Савић Саша Подгорелец Даница Пајовић Филип Вујошевић Маја Тодоровић Сташа Бајац Маријана Чулић Душан Булић Антонио Габелић Дејан Стојиљковић Иван Јовић Ђорђе Војводић Небојша Радосављевић Данило Бећковић            | 15. новембар 2019. |
| Док Воја покушава да се избори са новонасталом ситуацијом, између Милована и Јелице који се разводе спрема се велики рат око власништва над Флешом, а за ове новине је заинтересована и трећа врло моћна страна. Ана Марија упознаје мистериозног бизнисмена који је полако увлачи у свој свет у коме се преплићу интрига и моћ. Воја на тежи начин схвата какву је грешку направио чинећи лоше пословне потезе и верујући погрешним људима. |                    |                                                               |                                                     | |                    |
| 47 | 3                  | Крешо наговара Воју да се врати натраг у игру                 | Данило Бећковић и Небојша Радосављевић              | Марко Савић Саша Подгорелец Даница Пајовић Филип Вујошевић Маја Тодоровић Сташа Бајац Маријана Чулић Душан Булић Антонио Габелић Дејан Стојиљковић Иван Јовић                                                                | 21. новембар 2019. |
| Крешо успева да нађе Воју. Покушава да га наговори да се врати у игру. Јелица улази у опасан аранжман са градоначелником и људима из његове странке, који јој нуде помоћ у њеном сукобу са Милованом. Крешо добија понуду да буде селектор репрезентације БиХ, али није сигуран да му то треба тренутно у животу. Дамир нуди Живку и Дари помоћ јер су остали без кафане. Маркова и Теина веза се претвара у агонију, он је незадовољан стањем у клубу и чињеницом да их је Воја издао, а Теа није задовољна што Марко нема разумевања према њој. Јелица из неког разлога пристаје на по њу неповољан Милованов предлог о споразумном разводу брака. |                    |                                                               |                                                     | |                    |
| 48 | 4                  | Крешо напушта Радник; Војин први ударац Дамиру                | Данило Бећковић и Небојша Радосављевић              | Марко Савић Саша Подгорелец Даница Пајовић Филип Вујошевић Маја Тодоровић Сташа Бајац Маријана Чулић Душан Булић Антонио Габелић Дејан Стојиљковић Иван Јовић                                                                | 22. новембар 2019. |
| Ствари у новом КК Радник се мењају. Дамир ће понудити играчима да један од њих постане члан УО и тако ће покушати да их привуче на своју страну с обзиром да Крешо напушта клуб. Ана Марија ће пробати да помогне свом оцу Миловану да изађе из депресије у коју је упао након проблема са Флешом. За то време, Јелица у Флешу прави велику чистку и окреће новине против Татића и опозиције. Дара упућује Живка на њеног рођака који ће им помоћи да отворе нову кафану. Воја задаје Дамиру први ударац. |                    |                                                               |                                                     | |                    |
| 49 | 5                  | Нови планови и нови ударци                                    | Данило Бећковић и Небојша Радосављевић              | Марко Савић Саша Подгорелец Даница Пајовић Филип Вујошевић Маја Тодоровић Сташа Бајац Маријана Чулић Душан Булић Антонио Габелић Дејан Стојиљковић Иван Јовић                                                                | 28. новембар 2019. |
| Крешина тренерска каријера у Сарајеву званично је почела. За то време Воја покушава да се сабере у Београду и зада Дамиру први ударац. КК Радник добија новог тренера, арогантног и грубог Савића који одмах долази у сукоб са играчима. Јелица и Жарко све дубље улазе у сарадњу са градоначелником и његовом странком, а Жарко полако покушава да се постави испред Јелице, што их доводи у сукоб. Ана Марија и Милован имају нови план. Теа, Ивана и Гага проваљују у напуштени легендарни клуб Суматра са планом да од њега направе ново, илегално култно место. |                    |                                                               |                                                     | |                    |
| 50 | 6                  | Проблеми са новим тренером; Воја тражи начин да ослаби Дамира | Данило Бећковић и Небојша Радосављевић              | Марко Савић Саша Подгорелец Даница Пајовић Филип Вујошевић Маја Тодоровић Сташа Бајац Маријана Чулић Душан Булић Антонио Габелић Дејан Стојиљковић Иван Јовић                                                                | 29. новембар 2019. |
| Дара одлази из земље код ћерке у посету и оставља Живка да сам отвори нову кафану, а као помоћ му нуди свог брата Цолета, који је познат као тежак преварант. Ана Марија и Милован полако постављају слободни Флеш на ноге. Жарко се уживео у улогу главног уредника Флеша. Тренер Савић прави проблеме играчима у Раднику, својим тврдим ставовима и строгоћом што га доводи у сукоб са Дамиром. Воја тражи од Ласла да нађе нов начин да ослабе Дамира, који је већ почео да им узвраћа ударце. У Милованову нову редакцију улази Радован, са жељом да се помире. |                    |                                                               |                                                     | |                    |
| 51 | 7                  | Да ли се Воја намерио на јачега                               | Данило Бећковић и Небојша Радосављевић              | Марко Савић Саша Подгорелец Даница Пајовић Филип Вујошевић Маја Тодоровић Сташа Бајац Маријана Чулић Душан Булић Антонио Габелић Дејан Стојиљковић Иван Јовић                                                                | 5. децембар 2019.  |
| Има ли Воја икакве шансе да поврати клуб или се намерио на јачег од себе? Докторка Сенка, иначе наследница национализоване фабрике Слобода коју заједно с КК Радник држи Драгаш, је једина Војина нада да поврати Радник. КК Радник добија новог играча, а Марко нову конкуренцију у тиму. Ласло, Војин адвокат, ступа у контакт с Сенком, женом која може да им помогне Дамирову империју у Раднику. Живко и Цоле отварају нову кафану у коју долази Пеко, који полако улази у пословне комбинације са Цолетом. Кафана добија и нову келнерицу, Љиљу, Бананину тиху патњу. Милован и Ана Марија праве чврст договор с Татићем и његовом странком и тако постају не само пословна већ и политичка конкуренција Јелици и градоначелнику. Теа, Гага и Ивана отварају илегални клуб Суматра у који већ прво вече упада полиција. |                    |                                                               |                                                     | |                    |
| 52 | 8                  | Војини удари иза леђа Дамиру                                  | Данило Бећковић и Небојша Радосављевић              | Марко Савић Саша Подгорелец Даница Пајовић Филип Вујошевић Маја Тодоровић Сташа Бајац Маријана Чулић Душан Булић Антонио Габелић Дејан Стојиљковић Иван Јовић                                                                | 6. децембар 2019.  |
| Тренер Савић наставља са чистком у Раднику. Теа, Гага и Ивана добијају подршку за Суматру из ваздуха; Летећи Београђанин се прикључује њиховој акцији. Јелица губи поверење градоначелника и његове странке због Милована и његове акције са Слободним флешом те ће морати да се докаже. Воја наставља да задаје ситне али ефектне ударе Дамиру, овај пут преко Стевана. Горан боље упознаје своју симпатију Бојану. |                    |                                                               |                                                     | |                    |
| 53 | 9                  | Нови пословни савез                                           | Данило Бећковић и Небојша Радосављевић              | Марко Савић Саша Подгорелец Даница Пајовић Филип Вујошевић Маја Тодоровић Сташа Бајац Маријана Чулић Душан Булић Антонио Габелић Дејан Стојиљковић Иван Јовић                                                                | 12. децембар 2019. |
| Сукоб између тренера Савића и Луке поприма несагледиве размере. Ана Марија и мистериозни бизнисмен се зближавају, док градоначелник на све начине покушава да освоји Јелицу. Жарко се и даље бори да нови сајт Флеша постави на ноге, и на ивици је да успе што Милована избацује из такта. Горан и Бојана се зближавају, бар Горан тако мисли. У Сарајеву, Крешо, Ловро и Воја улазе у пословну комбинацију, али на Крешину жалост. |                    |                                                               |                                                     | |                    |
| 54 | 10                 | Крешо у потрази за Лолом; Дамирови проблеми                   | Данило Бећковић и Небојша Радосављевић              | Марко Савић Саша Подгорелец Даница Пајовић Филип Вујошевић Маја Тодоровић Сташа Бајац Маријана Чулић Душан Булић Антонио Габелић Дејан Стојиљковић Иван Јовић                                                                | 13. децембар 2019. |
| Крешо се вратио из Сарајева и поново иде на терапије одвикавања. Ту сазнаје да је Лола, његова пријатељица са одвикавања, престала да долази. Покушава да је нађе и помогне јој. Екипа Радника смишља план како Луку да врати назад у клуб, али их у томе саботира један играч. Пеко и бата Цоле постају пословни партнери. Марко и Теа се све више удаљавају. Дамир се враћа кући и он се налази у већим проблемима него што је мислио. |                    |                                                               |                                                     | |                    |
| 55 | 11                 | Крешо упада у невоље                                          | Данило Бећковић и Небојша Радосављевић              | Марко Савић Саша Подгорелец Даница Пајовић Филип Вујошевић Маја Тодоровић Сташа Бајац Маријана Чулић Душан Булић Антонио Габелић Дејан Стојиљковић Иван Јовић                                                                | 19. децембар 2019. |
| Ловро и Љубица полако улазе у траг свим пословима Дамира Драгаша, али да ли ће то Воји бити довољно да га победи. Лука и Аца улазе у нови бизнис који лако може да их кошта слободе. Крешо упада у невоље покушавајући да помогне Лоли. Ивана и Реља се зближавају. |                    |                                                               |                                                     | |                    |
| 56 | 12                 | Поновни сусрет                                                | Данило Бећковић и Небојша Радосављевић              | Марко Савић Саша Подгорелец Даница Пајовић Филип Вујошевић Маја Тодоровић Сташа Бајац Маријана Чулић Душан Булић Антонио Габелић Дејан Стојиљковић Иван Јовић                                                                | 20. децембар 2019. |
| Пратимо поновни сусрет Воје и Милована и како ће се њихов однос даље развијати. Марко покушава да напусти Радник и нада се да ће му Воја у томе помоћи. Војин поход против Драгаша поприма нове размере и на ивици је прве добијене битке. Татић покушава да придобије јефтине политичке поене, док Јелица покушава да среди штету коју је због њега имала у односу са градоначелником. |                    |                                                               |                                                     | |                    |
| 57 | 13                 | Неочекивана посета за Луку                                    | Ђорђе Војводић                                      | Марко Савић Саша Подгорелец Даница Пајовић Филип Вујошевић Маја Тодоровић Сташа Бајац Маријана Чулић Душан Булић Антонио Габелић Дејан Стојиљковић Иван Јовић                                                                | 26. децембар 2019. |
| Марко је мислима све даље од играња у Раднику, проблеми и стрес почињу да се гомилају. Лука има неочекивану посету пријатеља из прошлости, која може да му промени живот. Ана Марија и Милован долазе у сукоб, јер Милован сумња у Маријине изворе информисања. Воја, Сенка и Ласло су на добром путу да покрену процес реституције фабрике. |                    |                                                               |                                                     | |                    |
| 58 | 14                 | Нови цимер и његова тајна                                     | Ђорђе Војводић                                      | Марко Савић Саша Подгорелец Даница Пајовић Филип Вујошевић Маја Тодоровић Сташа Бајац Маријана Чулић Душан Булић Антонио Габелић Дејан Стојиљковић Иван Јовић                                                                | 27. децембар 2019. |
| Кошаркаши неочекивано добијају новог цимера. Реља са собом носи мрачну тајну која полако излази на видело. Из неког разлога, спонзори Миловану почињу да отказују договорене аранжмане. Милован сумња да неко стоји иза тога. Лолин и Крешин однос се продубљује. Марко све дубље запада у проблеме због неуспеха у тиму КК Радник. Бојанина ћерка се све више везује за Горана. |                    |                                                               |                                                     | |                    |
| 59 | 15                 | Порази и губици                                               | Ђорђе Војводић                                      | Марко Савић Саша Подгорелец Даница Пајовић Филип Вујошевић Маја Тодоровић Сташа Бајац Маријана Чулић Душан Булић Антонио Габелић Дејан Стојиљковић Иван Јовић                                                                | 2. јануар 2020.    |
| Ивана улази у опасан свет из ког ће тешко моћи да изађе. Марко све дубље тоне у свет порока, али то за сада још нико не примећује. На помолу је велика афера која може да уздрма градоначелникову власт. Због Цилетових малверзација, Живко упада у проблеме. Милован покушава да сазна ко Ана Марији дотура информације за текстове. Лука због оданости пријатељу може да упадне у велике проблеме. Сенка коначно пристаје на вечеру са Војом. |                    |                                                               |                                                     | |                    |
| 60 | 16                 | Одлука је пред Луком                                          | Ђорђе Војводић                                      | Марко Савић Саша Подгорелец Даница Пајовић Филип Вујошевић Маја Тодоровић Сташа Бајац Маријана Чулић Душан Булић Антонио Габелић Дејан Стојиљковић Иван Јовић                                                                | 3. јануар 2020.    |
| Жарко и Јелица долазе у сукоб, због текста против Радника који је Жарко објавио. Рељин проблем са бившом се продубљује, иако се он труди да прикрије приватност. Ловро покушава да помрси Дамиру пословне конце, уз Војину и Крешину асистенцију. Марков проблем са пороцима постаје полако видљив неким људима око њега. Лука је пред прекретницом: да ли се вратити у криминал? |                    |                                                               |                                                     | |                    |
| 61 | 17                 | Нови Војин непријатељ                                         | Ђорђе Војводић                                      | Марко Савић Саша Подгорелец Даница Пајовић Филип Вујошевић Маја Тодоровић Сташа Бајац Маријана Чулић Душан Булић Антонио Габелић Дејан Стојиљковић Иван Јовић                                                                | 9. јануар 2020.    |
| За процес реституције Дамирове фабрике почињу да се интересују и чланови градоначелникове странке. Воја добија још једног јаког непријатеља. Између Реље и Марка долази до новог сукоба, а Рељина строго чувана породична тајна долази до новинара. Избачени играчи из КК Радник се договарају да оду на турнир три на три у Нишу. |                    |                                                               |                                                     | |                    |
| 62 | 18                 | Жирафа је велики заводник                                     | Ђорђе Војводић                                      | Марко Савић Саша Подгорелец Даница Пајовић Филип Вујошевић Маја Тодоровић Сташа Бајац Маријана Чулић Душан Булић Антонио Габелић Дејан Стојиљковић Иван Јовић                                                                | 10. јануар 2020.   |
| Процес реституције Дамирове фабрике се помера са мртве тачке, што заоштрава ситуацију. Борис, Лука, Аца и Марко долазе на баскет турнир у Ниш. Жарко полако али сигурно избацује Јелицу из свих договора у вези са објавама Флеша. Јелица схвата да је постала пион у игри која је много већа од њених могућности, али ипак решава да узврати ударац. |                    |                                                               |                                                     | |                    |
| 63 | 19                 | Крешо упада у проблеме                                        | Ђорђе Војводић Небојша Радосављевић Данило Бећковић | Марко Савић Саша Подгорелец Даница Пајовић Филип Вујошевић Маја Тодоровић Сташа Бајац Маријана Чулић Душан Булић Антонио Габелић Дејан Стојиљковић Иван Јовић                                                                | 16. јануар 2020.   |
| Воја је однео прву победу над Дамиром за почетак. Марко, Лука, Борис и Аца се пробијају ка врху на турниру у Нишу. Ана Марија и Милован су ушли у сукоб због Боже, и она му то преноси. Божа очекује од Ана Марије да проблем са оцем среди сама. Крешо упада у нове проблеме због Лоле. Ловро успева да сазна нове детаље о Дамировом пословању који могу да помогну Воји. |                    |                                                               |                                                     | |                    |
| 64 | 20                 | Воју ће нешто опасно наљутити                                 | Ђорђе Војводић Небојша Радосављевић Данило Бећковић | Марко Савић Саша Подгорелец Даница Пајовић Филип Вујошевић Маја Тодоровић Сташа Бајац Маријана Чулић Душан Булић Антонио Габелић Дејан Стојиљковић Иван Јовић                                                                | 17. јануар 2020.   |
| Воја и Дамир ће коначно укрстити снаге на суду који треба да донесе одлуку да ли се процес реституције Дамирове фабрике враћа на дневни ред. Ана Маријин и Милованов сукоб око Боже ескалира и оставља тешке последице на њихов однос. Градоначелникова странка спрема жртвено јагње за аферу која се десила на улицама Београда. Жигосани напредују на турниру у Нишу. |                    |                                                               |                                                     | |                    |
| 65 | 21                 | Страсни пољупци и неочекивана помирења                        | Ђорђе Војводић Небојша Радосављевић Данило Бећковић | Марко Савић Саша Подгорелец Даница Пајовић Филип Вујошевић Маја Тодоровић Сташа Бајац Маријана Чулић Душан Булић Антонио Габелић Дејан Стојиљковић Иван Јовић                                                                | 23. јануар 2020.   |
| Акција коју је Летећи Београђанин покренуо има све више присталица. Градоначелник и његова странка мораће адекватно да реагују. Ловро игра дуплу игру са Дамиром и Војом, покушавајући обојици да прода неке информације. Јелица изводи тактички трик како би натерала људе из градоначелникове странке да је схвате за озбиљно. У том трику ће јој помоћи Милован. |                    |                                                               |                                                     | |                    |
| 66 | 22                 | Ко је нови Војин савезник                                     | Ђорђе Војводић Небојша Радосављевић Данило Бећковић | Марко Савић Саша Подгорелец Даница Пајовић Филип Вујошевић Маја Тодоровић Сташа Бајац Маријана Чулић Душан Булић Антонио Габелић Дејан Стојиљковић Иван Јовић                                                                | 24. јануар 2020.   |
| Градоначелникова странка је спремила одговор на оптужбе, Милан и Никола се надају да ће јавно мњење прогутати њихову причу. Крешин и Лолин однос се коначно разрешава. Воја налази новог јаког савезника у борби против Дамира. Жигосани настављају да корачају ка врху на турниру у Нишу. |                    |                                                               |                                                     | |                    |
| 67 | 23                 | Крај једног а почетак новог сукоба                            | Ђорђе Војводић Небојша Радосављевић Данило Бећковић | Марко Савић Саша Подгорелец Даница Пајовић Филип Вујошевић Маја Тодоровић Сташа Бајац Маријана Чулић Душан Булић Антонио Габелић Дејан Стојиљковић Иван Јовић                                                                | 31. јануар 2020.   |
| Жигосани завршавају своју нишку авантуру. Маркова и Теина веза је у озбиљној кризи. Ана Марија и Милован поново успостављају нормалан контакт. Рат између Воје и Дамира око Радника се коначно завршава, али у чију корист? Крај тог сукоба отвара нови сукоб, са много већим играчима од Воје и Дамира. |                    |                                                               |                                                     | |                    |
| 68 | 24                 | Воја избацује Дамира из игре                                  | Небојша Радосављевић Данило Бећковић                | Маја Тодоровић Душан Булић Марко Савић Данило Бећковић | 30. октобар 2020.  |
| Воја се вратио у игру, а Дамир није сигуран шта му се спрема. Дамир покушава да опипа Војин пулс и сазна његове намере са клубом. За то време Воја ради на избацивању Дамира из игре. Сукоб између градоначелника и Татића се све више захуктава. Ана Марија се уплиће у политичке игре које можда превазилазе њене могућности. Теа и Марко су све даље, али се зато Теи неко веома приближио. |                    |                                                               |                                                     | |                    |
| 69 | 25                 | Ломови и проблеми                                             | Небојша Радосављевић Данило Бећковић                | Маја Тодоровић Душан Булић Марко Савић Данило Бећковић | 4. новембар 2020.  |
| У Сенкин живот враћа се одавно заборављена љубав. Дамир има проблеме са функционисањем фабрике. Али, он из неког разлога игнорише. Члановима екипе КК Радник дешавају се приватни ломови и проблеми. Реља је заокупљен случајем нерешеног очинства. Марко има горуће проблеме са којима не зна како да изађе на крај. У Лукин живот враћа се неко из прошлости ко би могао да га врати на криминалне стазе. Ана Марија све дубље гази у свет високе политике, који не разуме и ком није дорасла. |                    |                                                               |                                                     | |                    |
| 70 | 26                 | Медијски рат                                                  | Небојша Радосављевић Данило Бећковић                | Маја Тодоровић Душан Булић Марко Савић Данило Бећковић | 6. новембар 2020.  |
| Воја полако али сигурно враћа КК Радник под своју контролу. У стан кошаркаша улазе сумњиви типови који траже Акија, Лукиног друга из детињства. Лука полако схвата да се проблем неће решити сам од себе. Кампања и медијски рат између градоначелника и Татића пребацује се на терен приватног, у игру улази Нина Битурбо певачица и Татићева љубавница. Маркови проблеми се настављају, а једина особа која може да му помогне је Лола. |                    |                                                               |                                                     | |                    |
| 71 | 27                 | Градоначелник мора да реагује                                 | Небојша Радосављевић Данило Бећковић                | Маја Тодоровић Душан Булић Марко Савић Данило Бећковић | 11. новембар 2020. |
| Воја и даље покушава да избаци Дамира из КК Радник. Горан и Бојана почињу поново да комуницирају, само што су им мотивације за помирење потпуно различите. Сенкин бивши јој је све ближи. Градоначелник Милан схвата да је отварање афере Татић - Нина Битурбо заправо само донело бодове Татићу. Мора брзо да реагује. Крешо схвата да је Лука у неком приватном проблему и покушава да му помогне. Марко и Крешо долазе у нови сукоб. Млади кошаркаш сматра да Крешо лоше води тим и отворено му се супротставља. |                    |                                                               |                                                     | |                    |
| 72 | 28                 | Како прекинути аферу                                          | Небојша Радосављевић Данило Бећковић                | Маја Тодоровић Душан Булић Марко Савић Данило Бећковић | 13. новембар 2020. |
| Сенка се не сналази у улози сувласника фабрике и превише је попустљива према захтевима радника. Бојана јој ставља до знања да мора имати меру у свом алтруизму и да не сме давати појединим радницима привилегије које не може после обезбедити свима осталима. Милован настаља са својим чудним понашањем и делује да је потпуно неупотребљив за сукобе у политичко - медијској арени, у које је Ана Марија увела редакцију. Крешо на своју руку одлази да разговара са мајком Рељиног детета Милицом, покушавајући да помогне њој и беби Гаврилу а и самом Рељи. Марко покушава да прекине аферу са Ана Маријом која се поново распламсала. |                    |                                                               |                                                     | |                    |
| 73 | 29                 | Душан је спреман поделити тајну                               | Небојша Радосављевић Данило Бећковић                | Маја Тодоровић Душан Булић Марко Савић Данило Бећковић | 20. новембар 2020. |
| Воја не одустаје од Радника. Наду проналази у покушају да утиче на управу предузећа Слобода, које је номинално власник КК Радник. Зато ће ступити у контакт с Милутином, непоткупљивим вођом синдиката фабрике Слобода. Реља је бесан због Крешиног мешања у његов приватни живот. Али на земљу га спушта неочекивани разговор са Марком, који зна како је одрастати без оца. Разочарана у Марка, Теа се све више приближава Душану. Он је одлучан са њом да подели највећу тајну. |                    |                                                               |                                                     | |                    |
| 73 | 30                 | Обруч око Акија и Луке се сужава                              | Небојша Радосављевић Данило Бећковић                | Маја Тодоровић Душан Булић Марко Савић Данило Бећковић | 25. новембар 2020. |
| Воја плете нову мрежу завера како би повратио Радник. Дамир за то време покушава да убеди Сенку да треба да продају фабрику док још могу да обезбеде добре услове за себе и раднике. Реља напушта тренинг и одлази у болницу, након што је сазнао да је Гаврило хоспитализован. Бесана ноћ проведена у болници можда ће помоћи да се однос Реље и Милице мало релаксира, али ће свакако појачати Рељина осећања према детету, која је до тада потискивао. Теа проналази пакетић кокаина у Марковом џепу, што постаје повод за озбиљан разговор са Марком, разговор који ће одредити судбину њихове везе. Обруч око Акија и Луке се сужава када група наоружаних криминалаца упада у Суматру. Овим момцима само чудо може само да помогне...                                                                                   |                    |                                                               |                                                     | |                    |
| 74 | 31                 | Забити нож у леђа                                             | Небојша Радосављевић Данило Бећковић                | Филип Вујошевић Маја Тодоровић Душан Булић Марко Савић Данило Бећковић | 27. новембар 2020. |
| Сукоб Воје и Дамира све више оптерећује и Сенку, која полако схвата у како се компликованој ситуацији заправо налази. Викторов притисак на Ана Марију расте и њој постаје све теже да испуњава његове захтеве. Нови разговор са Виктором отвара фаустовску дилему - забити нож у леђа врло блиској особи, ради испуњења личне амбиције? Милован се и даље прави луд, али из прикрајка прати све што се дешава са великом забринутошћу. Борис је срећан јер му се брат Андреј најзад вратио из Норвешке где је био на експерименталној терапији, али му Андреј одмах ставља до знања да ствари више неће бити исте као пре. Код Живка у кафани је велико славље након што Дара јавља да им се родио унук, али изненадни упад полиције свима квари расположење...                                                               |                    |                                                               |                                                     | |                    |
| 75 | 32                 | Проблеми расту                                                | Небојша Радосављевић Данило Бећковић                | Филип Вујошевић Маја Тодоровић Душан Булић Марко Савић Данило Бећковић | 2. децембар 2020.  |
| Крешо жели да чује од Марка, да ли његов проблем са дрогом о ком новине пишу заиста постоји. Марко користи механизме одбране да сачува своју тајну. Бојана наговара Дамира да изађе у јавност и саопшти свој део приче о фабрици. Дамир улази у још већи проблем са Виктором из кога не зна како да се ишчупа. Војин и Сенкин однос се продубљује. |                    |                                                               |                                                     | |                    |
| 76 | 33                 | Дан одлуке                                                    | Небојша Радосављевић Данило Бећковић                | Филип Вујошевић Маја Тодоровић Душан Булић Марко Савић Данило Бећковић | 4. децембар 2020.  |
| Воја је све ближе решењу проблема са клубом. У фабрици је дан одлуке: да ли ће победити Дамирова или Војина струја? Крешо сазнаје страшну истину о Марковом проблему и решава да предузме све да му помогне, али их то доводи у велики сукоб. Ана Марија на тежи начин сазнаје да није дорасла играма у које се уплела с Виктором. Теа и Летећи Београђанин су све блискији. |                    |                                                               |                                                     | |                    |
| 77 | 34                 | Излаз за Ана Марију                                           | Небојша Радосављевић Данило Бећковић                | Филип Вујошевић Маја Тодоровић Душан Булић Марко Савић Данило Бећковић | 9. децембар 2020.  |
| Воја успева да сазна шта и ко стоји иза плана рушења фабрике. Испровоциран сазнањем да сенка има некога, њен бивши, покушава да јој пољуља самопоуздање и веру у нову везу. Градоначелник се труди свим силама да угаси или отме Суматру, јер тај клуб сматра леглом борбе против његове власти. Миловану је јасно да се Ана Марија уплела у игре из којих не уме да изађе и решава да крене у акцију и помогне јој. |                    |                                                               |                                                     | |                    |
| 78 | 35                 | Битка живота                                                  | Небојша Радосављевић Данило Бећковић                | Филип Вујошевић Маја Тодоровић Душан Булић Марко Савић Данило Бећковић | 11. децембар 2020. |
| Милован покушава да направи договор са Виктором, не би ли заштитио свој бизнис, али и Ана Марију. Марко води битку свог живота, након превелике дозе кокаина коју је узео. Крешо покушава да му помогне на све начине. Воја решава да стави тачку на сукоб са Дамиром и даје му понуду коју овај не би смео да одбије. Сарадници градских власти врше упад у Суматру са намером да је затворе и промене јој намену. Сукоб градоначелника и омладине је огољен. |                    |                                                               |                                                     | |                    |
| 79 | 36                 | Проблеми и притисци се нагомилавају                           | Небојша Радосављевић Данило Бећковић                | Филип Вујошевић Маја Тодоровић Душан Булић Марко Савић Данило Бећковић | 16. децембар 2020. |
| Марко од Лоле има велику подршку у превазилажењу проблема са дрогом. Дамир је на ивици егзистенције, проблеми и притисци су се нагомилали. Делује као да Воја ликује над том ситуацијом. Милован покушава свим силама да спасе Ана Марију од Викторових злих намера, али пошто му је однос са њом покварен, задужује Радована као посредника. |                    |                                                               |                                                     | |                    |
| 80 | 37                 | Притисци власти све јачи                                      | Небојша Радосављевић Данило Бећковић                | Филип Вујошевић Маја Тодоровић Душан Булић Марко Савић Данило Бећковић | 18. децембар 2020. |
| У покушајима да дође до Марка, Ана Марија ступа у контакт с Теодором. Милован преузима чвршћу контролу над Флешом и Слободним флешом. Дамир упада у још веће проблеме и делује да се неће извући. Притисци власти на омладину из Суматре су све јачи, полиција упада у клуб и избацује их. Воја упорно покушава да нађе начин да спасе Радник. |                    |                                                               |                                                     | |                    |
| 81 | 38                 | Лоше вести за клуб и играче                                   | Небојша Радосављевић Данило Бећковић                | Филип Вујошевић Маја Тодоровић Душан Булић Марко Савић Данило Бећковић | 23. децембар 2020. |
| Милован ликује над вестима које је добио и које планира да гурне на насловну страну и то да су фабрика Слобода и КК Радник коначно пропали. Воја не одустаје, покушава да смисли и оствари пласман за спас клуба. Летећи Београђанин саопштава Теодори да може да дође до информација које могу да промене ток градских избора. КК Радник слави велику победу у лиги, у том тренутку у свлачионицу улази Воја са лошим вестима за клуб и играче. |                    |                                                               |                                                     | |                    |
| 82 | 39                 | Извесна пропаст и медијски напад                              | Небојша Радосављевић Данило Бећковић                | Филип Вујошевић Маја Тодоровић Душан Булић Марко Савић Данило Бећковић | 25. децембар 2020. |
| У игру за новог градоначелника улази нови кандидат, што се не свиђа људима из сенке предвођених Виктором. Воја делује сломљен због извесне пропасти КК Радник. Теодора покушава да га извуче из депресије. Неочекивано се појављује медијски напад на Милована и његову пословну империју. Ана Марија се удружује са екипом која може да преокрене ток избора. Делује да је коначно прешла на праву страну. |                    |                                                               |                                                     | |                    |
| 83 | 40                 | Хакерски напад                                                | Небојша Радосављевић Данило Бећковић                | Филип Вујошевић Маја Тодоровић Душан Булић Марко Савић Данило Бећковић | 30. децембар 2020. |
| Дамир схвата какву је грешку направио према себи, радницима и играчима, продајући фабрику и КК Радник. Хакери су напали сајт Флеша и објавили информације које могу утицати на ток избора. Вести које су изашле на Флешу збуњују и позицију и опозицију. Воја повлачи потезе очајника, не би ли макар спасао играче КК Радник. |                    |                                                               |                                                     | |                    |
| 84 | 41                 | Ко стоји иза напада                                           | Небојша Радосављевић Данило Бећковић                | Филип Вујошевић Маја Тодоровић Душан Булић Марко Савић Данило Бећковић | 1. јануар 2021.    |
| Борба за КК Радник удружује Воју и Дамира. Изгледа да ће закопати ратне секире. У борби за враћање клуба Суматра омладини се неочекивано уплиће и Ивана. Милован и Радован кују план како да изађу из затвора; зато им треба жртвени јарац. Ана Марија и Теа удружују снаге у борби за враћање Суматре. |                    |                                                               |                                                     | |                    |
| 85 | 42                 | Воја је спреман на све                                        | Небојша Радосављевић Данило Бећковић                | Филип Вујошевић Маја Тодоровић Душан Булић Марко Савић Данило Бећковић | 6. јануар 2021.    |
| Милован и Радован су на слободи. Нашли су жртвеног јарца међу члановима редакције. Воја је спреман да жртвује све како би спасао КК Радник, али делује да ни то није довољно да се ствари погурају напред. Војина борба за клуб и фабрику га ставља у отворени конфликт с Виктором, који прибегава најмонструознијим методама не би ли заплашио Воју. |                    |                                                               |                                                     | |                    |
| 86 | 43                 | Опроштајна утакмица                                           | Небојша Радосављевић Данило Бећковић                | Филип Вујошевић Маја Тодоровић Душан Булић Марко Савић Данило Бећковић | 8. јануар 2021.    |
| Aна Марија даје важне информације Летећем Београђанину. Те информације могу да потпуно промене ток избора у граду. У тв дебати, трећи кандидат за градоначелника огољава пред публиком сарадњу Татића и градоначелника. Играчи КК Радник се спремају за своју опроштајну утакмицу. Ана Марија прибавља Воји доказе који могу да спасу и клуб и фабрику. |                    |                                                               |                                                     | |                    |
| 87 | 44                 |                                                               | Небојша Радосављевић Данило Бећковић                | Филип Вујошевић Маја Тодоровић Душан Булић Марко Савић Данило Бећковић | 13. јануар 2021.   |
| Да ли ће градоначелник и Татић поново освојити изборе у граду? Да ли ће неко стати на пут њиховој империји превара и лоповлука? Да ли ће омладина спасити клуб Суматра из руку корумпираних политичара? Да ли ће се играчи вратити на терен у дресовима КК Радник? Да ли ће Воја успети да спаси клуб и фабрику? |                    |                                                               |                                                     | |                    |

## Филмска екипа
| - Режија: Данило Бећковић Небојша Радосављевић Ђорђе Војводић - Сценарио: Марко Савић Саша Подгорелец Даница Пајовић Филип Вујошевић Маја Тодоровић Сташа Бајац Маријана Чулић Душан Булић Антонио Габелић Дејан Стојиљковић Иван Јовић - Супервизори сценарија:Ђорђе Војводић Небојша Радосављевић Данило Бећковић - Продуцент: Јунајтед медија - Извршни продуцент: Горан Бјелогрлић Томислав Паликовић | - Директор Фотографије: Михајло Савић - Монтажа: Наташа Пантић Бојан Косовић Немања Милојевић - Композитор: ЛП Дуо Саша Лошић - Костим: Биљана Тегелтија - Сценографија: Невена Мијушковић - Продукција: Јунајтед медија - Извршна продукција: Тон филм Београд |  |